# 李文林 (1942年)
李文林（1942年—），男，江苏常州人，中国数学史学家，曾任中国数学会秘书长，中国科学技术史学会副理事长。
1995年5月，中国数学会第七次代表大会在北京清华大学举行，会议选举产生了77名理事，并召开理事会第一次会议，他出任秘书长。